# 我倆開始征服世界
《我倆開始征服世界》（日語：二人で始める世界征服）是岡崎登著作，高階@聖人插畫的日本輕小說作品，總共五冊，第一冊由MF文庫J於2008年11月25日出版發行。中文版由東立出版社代理發行，目前共推出四冊。

## 作品概要
第4回MF文庫J輕小說新人獎審査員特別賞得獎作品。

## 故事簡介
赤尾龍太本是個平凡的高中生，但卻在誤會之下，被幼稚園的同班同學久喜島千紗拉入邪惡組織「惡魔童話」，更被千紗的機器祖父改造成噴火龍，目標為「征服世界」！在天真爛漫的領導人千紗的帶領之下，「惡魔童話」與敵對勢力「紅帽隊」展開一次又一次的交手......

## 登場人物

### 惡魔童話
赤尾龍太
本作主角。父親是有名的政治家。小時候曾與千紗一同就讀於西禦堂幼稚園，與有栖自小學一年級開始一直同班。目前就讀於私立禦堂中央高校，十分喜愛讀書，自願擔任圖書委員。
能變身成為林布爾姆，變身的開關位於鎖骨之間。
在人質事件中得知小紅帽的真正身份。
林布爾姆
幻想世界中的噴火龍，長着長臉、血盆大口，頂着角，全身佈滿紅色的鱗片，背上一對蝙蝠的翼，有着碩大的利爪、長長的脖子與尾巴。身體直立的時候，頭部距離地面超過三公尺，全長連尾巴約七至八公尺，翼寬約十公尺。鱗片擁有防彈能力與優異的耐熱性，背部的翼具反重力設計，因此能用作飛行，更能從口中噴出火焰。自稱「本大爺」。
初次出動時和拉芬潔兒一起拯救了溺水的小孩。在計劃搶劫銀行時，巧遇紅帽隊，因此反而成為英雄。在人質事件中，為了保護拉芬潔兒及其他人而被炸彈炸傷。與小紅帽一同攻進邪惡精靈的大本營，成功擒獲邪惡精靈的老大。
久喜島千紗
本作女主角。龍太的同班同學，曾與龍太一起就讀西禦堂幼稚園，在幼稚園時得到龍太的幫忙而對龍太念念不忘。超有錢人家的大小姐，有着一頭柔順的黑長髮，十分溫柔，但味覺異於常人，即使生吃世界最辣的辣椒也能臉不改容。在高中初次跟龍太見面時，前額的瀏海幾乎遮住了雙眼，背部微駝，不怎麼起眼。後來因為龍太的稱讚，將頭髮紮成左右兩個窩窩頭，各自垂着一縷直達腰際的髮絲，並用髮夾將瀏海盤起，引起班上一陣騷動。
被高槻指名擔任圖書委員。
父母因車禍過身，為了繼承雙親的遺志，邀請龍太加入企圖征服世界的邪惡組織「惡魔童話」。由於天性善良的關係，即使想幹「很壞很壞」的事，到最後卻反而成為正義的代表。
能變身成為拉芬潔兒，變身的開關位於右手手腕。
拉芬潔兒
有着一頭如同有生命、可以自由伸縮的粉紅色長髮，戴着閃閃發光的冠冕，穿着材質不明的緊身衣，設計相當暴露，胸口到小腹的部分完全暴露在外，左手套着黑色的長手套，穿着黑色的長靴，披着黑色的斗篷，臀部延伸出一條長長的尾巴。冠冕裝設了認識偏向柔焦，能模糊臉部影像。
初次出動時和林布爾姆一起拯救了溺水的小孩。在計劃搶劫銀行時，巧遇搶劫銀行的紅帽隊，機緣巧合下擒拿了其中四名隊員，因此反而成為英雄。在毀滅邪惡精靈後，僱用紅帽隊。
久喜島善治朗
千紗的祖父。代號為佛特列斯醫生（Dr. Fortress），負責龍太與千紗的改造手術。認為人類的肉體能耐有限，因此將自己改造成整座基地，同時具備人類的靈性與機械的計算能力。
喜歡下將棋，但棋藝卻只是初學者階段。

### 紅帽隊
片桐有栖
龍太的青梅竹馬，自小學一年級開始一直跟龍太同班，有着一張嬰兒臉及不足一百五十公分的身高，紮着兩條自稱「公主辮」的短辮子。雙親已不在，靠優秀的成績獲得獎學金及工作賺取金錢。成績優異、運動神經一流，唯獨不擅長料理。
喜歡用腳踢龍太，為人頗為任性，非常節儉。
在人質事件後得知拉芬潔兒及林布爾姆的真正身份。
小紅帽
紅帽隊的隊長，身穿一件白色的洋裝和淡黃色的工作短褲，皮制的馬靴，頭巾下覆蓋着紅色的布匹的少女。胸前掛着直徑約十公分的金色懷錶。
為了救回在銀行搶劫案被擒獲的隊員，以私立禦堂中央高校學生作為人質，但被拉芬潔兒及林布爾姆成功阻止。後來得到惡魔童話的協助，成功毀滅邪惡精靈，自此受僱於惡魔童話。
真實身份為有栖。
一號
擅長使用電腦、情報收集。
二號

三號
喜歡槍械，只要有機會就會開槍。
四號

五號
體格魁梧，中國籍，說話方式十分奇特，字詞之間有明顯的停頓。
六號
擅於製作竊聽器。
七號

八號

九號

一○號
性格冷靜。

### 邪惡精靈
阿久津龍一郎
防衞大臣，政壇首屈一指的花花公子，擁有五官分明的臉龐與憂鬱眼神，在家庭主婦之間的支持度高居不下。
邪惡精靈的老大，原是惡魔童話的幹部，暗殺了千紗的父母，意圖征服世界。藏有金色的大型認識偏向懷錶。
被惡魔童話打倒後，被檢方深入調查，罪證確鑿以及尚在調查中的案子過百件。

### 其他人物
高槻姬乃
千紗的中學密友，龍太的同班同學，被指名擔任班長。戴着一副眼鏡、綁着兩條辮子，長得很高，身材相當結實的「帥氣」少女，擅長空手道。
津島響子
學校圖書館的管理員，約二十多歲的年輕女老師。有着一頭短髮，傳言一天至少要抽五包煙。
鯨岡雪彥
龍太的父親。警界出身，在野黨的年輕議員，曾揭發多起貪污及關稅的醜聞。

## 名詞解釋

### 組織
惡魔童話（Demon Tale）
由千紗父母建立的邪惡組織，目標是征服世界。目前由千紗繼承領導。在毀滅邪惡精靈後，僱用紅帽隊。
紅帽隊
原邪惡精靈轄下的執行部隊，隊長為「小紅帽」。隊員都身穿都市迷彩戰鬥服，戴上黑色頭套，紅色的棒球帽上繡着相應的數字。得到惡魔童話的協助，成功毀滅邪惡精靈，自此受僱於惡魔童話。
邪惡精靈（Unseelie Court）
阿久津龍一郎建立的組織，目標是征服世界。僱用紅帽隊作為執行部隊，最後被惡魔童話消滅。

### 科技
認識偏向力場
能轉移被認識體的存在，避過視覺、聽覺，及各種探測工具的搜尋，簡單而言，可以讓物件「消失」。
認識偏向懷錶
懷錶型的小型認識偏向力場裝置，有效時間為五分鐘，耗盡能源後需要重新補充能源及冷卻一小時。由於成本高昂，所以只生產了三個。在惡魔童話內亂時，其中兩個懷錶不知去向，估計其中一個現時在自稱雷比亞當將軍的前幹部手上。而剩下的一個，在經過「醫生」的改良後有效時間延長至十分鐘，目前由千紗持有。
之後確認其中一個懷錶由小紅帽持有，另一個懷錶則在阿久津龍一郎手上。
在邪惡精靈毀滅後，原屬阿久津龍一郎的懷錶改由小紅帽持有。
反認識偏向力場裝置
小紅帽持有的懷錶在人質事件中被打壞，在經過「醫生」的改造後，成為反認識偏向力場裝置，現由千紗持有。

## 出版書籍

### 輕小說
- 日文版由MF文庫J出版發行，中文版由東立出版社代理。

| 出版順序 | 日版書名 | 台版書名          | 出版日期（日） | 出版日期（中） | ISBN（日）             | ISBN（中）             |
| -------- | -------- | ----------------- | -------------- | -------------- | ---------------------- | ---------------------- |
| 第1集    |          | 我倆開始征服世界  | 2008年11月25日 | 2009年9月10日  | ISBN 978-4-8401-2479-9 | ISBN 978-986-10-4287-9 |
| 第2集    |          | 我倆開始征服世界2 | 2009年2月25日  | 2009年12月3日  | ISBN 978-4-8401-2663-2 | ISBN 978-986-10-4288-6 |
| 第3集    |          | 我倆開始征服世界3 | 2009年5月25日  | 2010年11月25日 | ISBN 978-4-8401-2786-8 | ISBN 978-986-10-4289-3 |
| 第4集    |          | 我倆開始征服世界4 | 2009年8月25日  | 2011年6月16日  | ISBN 978-4-8401-2872-8 | ISBN 978-986-10-7881-6 |
| 第5集    |          | 我倆開始征服世界5 | 2009年11月25日 | 2012年6月21日  | ISBN 978-4-8401-3087-5 | ISBN 978-986-317-107-2 |

## 外部連結
- （日語） おかざき登先生インタビュー！ （页面存档备份，存于） － 作者訪問
- （日語） 47starpeople （页面存档备份，存于） － 插畫家個人網誌
- （日語） MF文庫J （页面存档备份，存于） － 日本出版社官方網站
- 東立出版社 （页面存档备份，存于） － 中文版出版社官方網站